# Campsicnemus hispanicus
Campsicnemus hispanicus är en tvåvingeart som beskrevs av Gabriel Strobl 1899. Campsicnemus hispanicus ingår i släktet Campsicnemus och familjen styltflugor. Inga underarter finns listade i Catalogue of Life.